# Orange (Manga)
Orange ist eine Manga-Reihe von Ichigo Takano, die im Jahre 2012 im Bessatsu Margaret startete, später jedoch in das Magazin Monthly Action wechselte und im Jahr 2015 schließlich endete.
Im Dezember 2015 kam ein gleichnamiger Realfilm als Adaption des Stoffes in Japan heraus und 2016 lief eine Anime-Umsetzung im japanischen Fernsehen, mit einer deutschen Fassung gleichzeitig bei Crunchyroll.

## Handlung
Eines Tages erhält Naho Takamiya einen Brief von ihrem 10 Jahre älteren Ich. Als Naho den Brief liest, beschreibt dieser Begebenheiten, welche an diesem Tag tatsächlich so geschehen sind. Etwa die Tatsache, dass ein neuer Schüler namens Kakeru Naruse in Nahos Klasse kommt.
Die zehn Jahre ältere Naho bekundet wiederholt, wie viel sie bereut und möchte mit ihrem Brief Naho aus der Vergangenheit dazu bringen, die Zukunft zu ändern. Sie möchte ihr helfen, künftig die richtigen Entscheidungen zu treffen. Besonders jedoch ihre Entscheidungen Kakeru betreffend. Schockierend stellt Naho aus der Vergangenheit fest, dass Kakeru zehn Jahre später nicht mehr unter ihnen ist. Naho aus der Zukunft möchte daher, dass ihr jüngeres Ich von nun an gut auf Kakeru aufpasst.

## Veröffentlichungen
Der Manga begann seine Veröffentlichung am 13. März 2012 (Ausgabe 2/2012) in Manga-Magazin Bessatsu Margaret des Verlags Shūeisha und lief dort bis zum 13. November 2012 (November 2012). Danach wechselte die Autorin zum Verlag Futabasha, wo das Werk ein Jahr später am 25. Dezember 2013 (Ausgabe 2/2014) des Magazins Monthly Action fortgeführt wurde und darin bis zum 25. August 2015 (Ausgabe 10/2015) lief. Die Einzelkapitel wurden auch in sechs Sammelbänden (Tankōbon) zusammengefasst, wobei die ersten beiden zuerst bei Shūeisha erschienen und dann von Futabasha neu aufgelegt wurden.
Von Mai 2016 bis März 2023 erschien der Manga bei Carlsen Manga mit allen sieben Bänden auf Deutsch. Außerdem erschien sie auf Englisch online bei Crunchyroll und gedruckt bei Seven Seas Entertainment, bei Akata in Frankreich, bei Waneko in Polen, bei Ediciones Tomodomo in Spanien, bei Flashbook Edizioni in Italien, sowie bei Tong Li Publishing in Taiwan.
Am 25. März 2016 startete im Magazin Monthly Action  ein Spin-off zur Hauptserie.

## Romane
Yui Tokiumi adaptierte das Werk als Light Novel, wobei die Illustrationen von Ichigo Takano stammen. Verlegt wird das Werk durch Futabasha, wobei zwischen dem 18. Juli 2015 und dem 18. März 2016 drei Bände erschienen.
Daneben stammt von Yōhei Maita eine Romanadaption des Realfilms, die am 12. November 2015 veröffentlicht wurde.

## Kinofilm
Studio Tōhō verfilmte den Stoff, wobei Kōjirō Hashimoto Regie führte. Das Werk lief am 12. Dezember 2015 in den japanischen Kinos an.
Naho Takamiya wird von Tao Tsuchiya gespielt und Kakeru Naruse von Kento Yamazaki. Kento Yamazaki wurde unter anderem für diese Rolle als bester Nachwuchsdarsteller für die Japanese Academy Awards 2015 nominiert.

## Anime
Das Animationsstudio Telecom Animation Film adaptiert den Manga als Anime-Serie unter der leitenden Regie (kantoku) von Hiroshi Hamasaki, assistiert von Naomi Nakayama als Series Director. Das Drehbuch stammt von Yūko Kakihara und das Charakterdesign von Nobuteru Yūki.
Die 13 Folgen umfassende Serie wurde vom 4. Juli bis 26. September 2016 punkt Mitternacht (und damit am vorigen Fernsehtag) auf TV Tokyo und AT-X ausgestrahlt, sowie direkt im Anschluss auf BS11, gefolgt von TV Aichi, wobei Mainichi Hōsō und TV Shinshū die Folgen mit mehreren Tagen Versatz ausstrahlen.
Ab dem 18. November 2016 lief für zwei Wochen auch der Film zum Anime unter dem Titel Orange: Mirai (Orange: Zukunft), welcher die Handlung aus Sicht der Figur Suwa darstellte.
Crunchyroll lizenzierte die Serie weltweit außerhalb Asiens und streamt sie als Simulcast zur japanischen Ausstrahlung mit deutschen, englischen, französischen, italienischen und spanischen und arabischen Untertiteln.
Der deutsche Publisher KSM Anime gab bekannt, dass der Anime hierzulande im Juli 2019 als limitierte Komplettedition erscheint.

### Synchronisation
| Rolle         | japanischer Sprecher (Seiyū) |
| ------------- | ---------------------------- |
| Naho Takamiya | Kana Hanazawa                |
| Kakeru Naruse | Seiichirō Yamashita          |
| Hiroto Suwa   | Makoto Furukawa              |

### Musik
Die Serienmusik stammt von Hiroaki Tsutsumi. Der Vorspanntitel Hikari no Hahen (光の破片) stammt von dem Singer-Songwriter Yū Takahashi, der Abspanntitel Mirai (未来) von der Band Kobukuro.

## Rezeption
2016 wurde die Serie für den Osamu-Tezuka-Kulturpreis nominiert. Der fünfte Band verkaufte sich in Japan im ersten Halbjahr 2016 430.000 mal und war damit auf Platz 39 der meistverkauften Bände dieses Zeitraums. In der gleichen Zeit verkauften sich alle Bände der Serie zusammen über 1,6 Millionen Mal, damit stand die Serie auf Platz 15 der erfolgreichsten Mangas in Japan.